# Волчанськ
Волча́нськ або Вовча́нськ (рос. Волчанск) — місто, центр Волчанського міського округу Свердловської області.

## Географія
Місто розташоване на східному схилі Уралу, на річці Волчанка (басейн Обі), за 452 км від Єкатеринбургу.

## Населення
Населення — 10010 осіб (2010, 11043 у 2002).

## Транспорт
Вовчанськ є найменшим містом в Росії, у якому є власна діюча трамвайна лінія. Волчанський трамвай діє з 31 грудня 1951. Загальна довжина діючої лінії близько 8 кілометрів.